# Dharmische religies

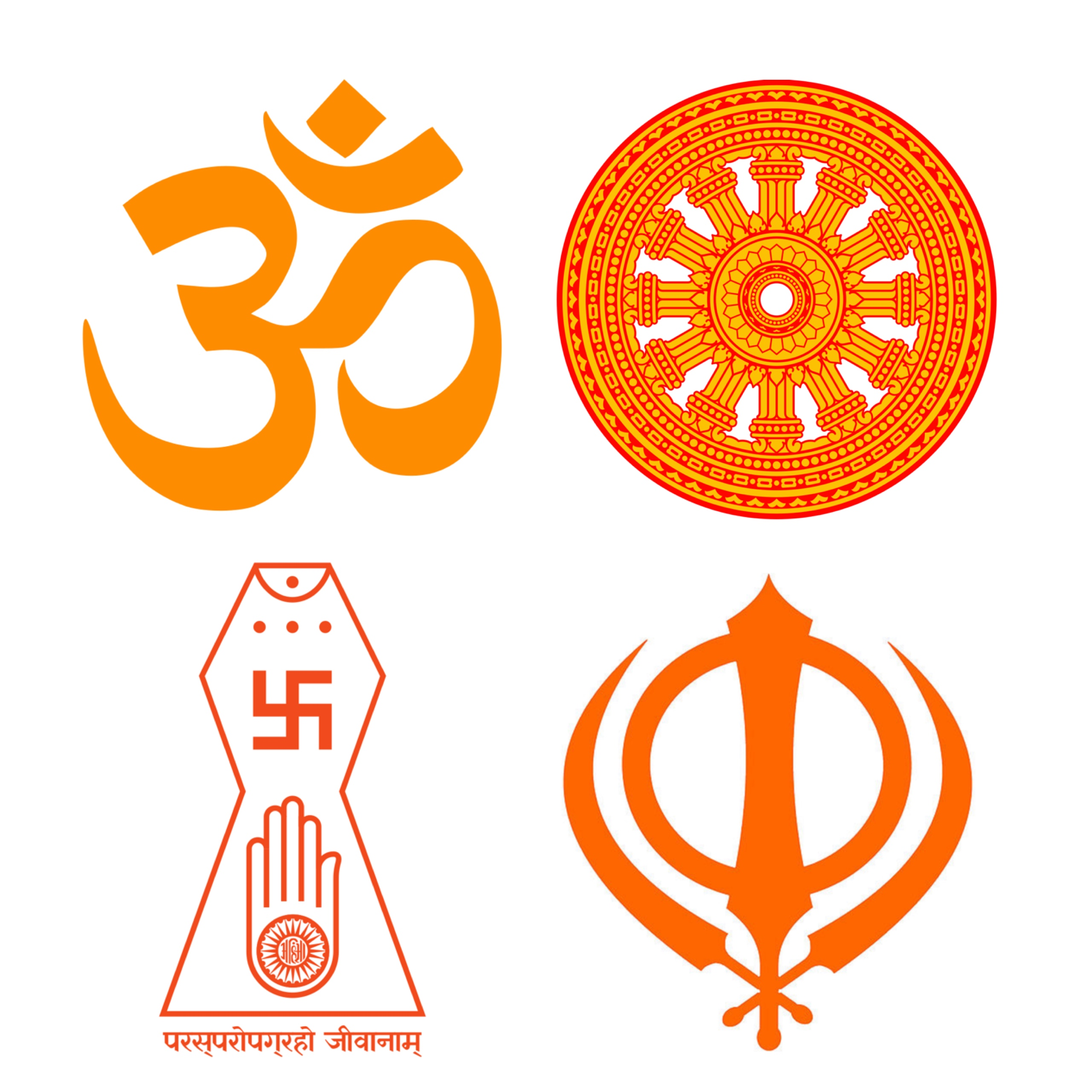
Symbolen van dharmische religies: Om uit het hindoeïsme, Dharmachakra uit het boeddhisme, Jain Prateek Chihna uit het jaïnisme, Khanda uit het sikhisme

De Dharmische religies of Indische religies vormen een aantal onderling verwante religies afkomstig uit het Indisch subcontinent, bestaande uit het hindoeïsme, jaïnisme, boeddhisme en het sikhisme. Door de vergelijkende godsdienstwetenschap worden ze onderscheiden van de twee overige, godsdienstige hoofdtradities: de abrahamitische, die onder meer het jodendom, het christendom en de islam omvat, en de Oost-Aziatische, met onder andere het taoïsme, confucianisme en het shintoïsme. Oost-Aziatische en Dharmische religies vormen samen de religies uit het Oosten. 
Dharmisch is afgeleid van het begrip Dharma dat een belangrijk religieus concept is voor hindoes, jains, boeddhisten en sikhs.

## Lijst met religies

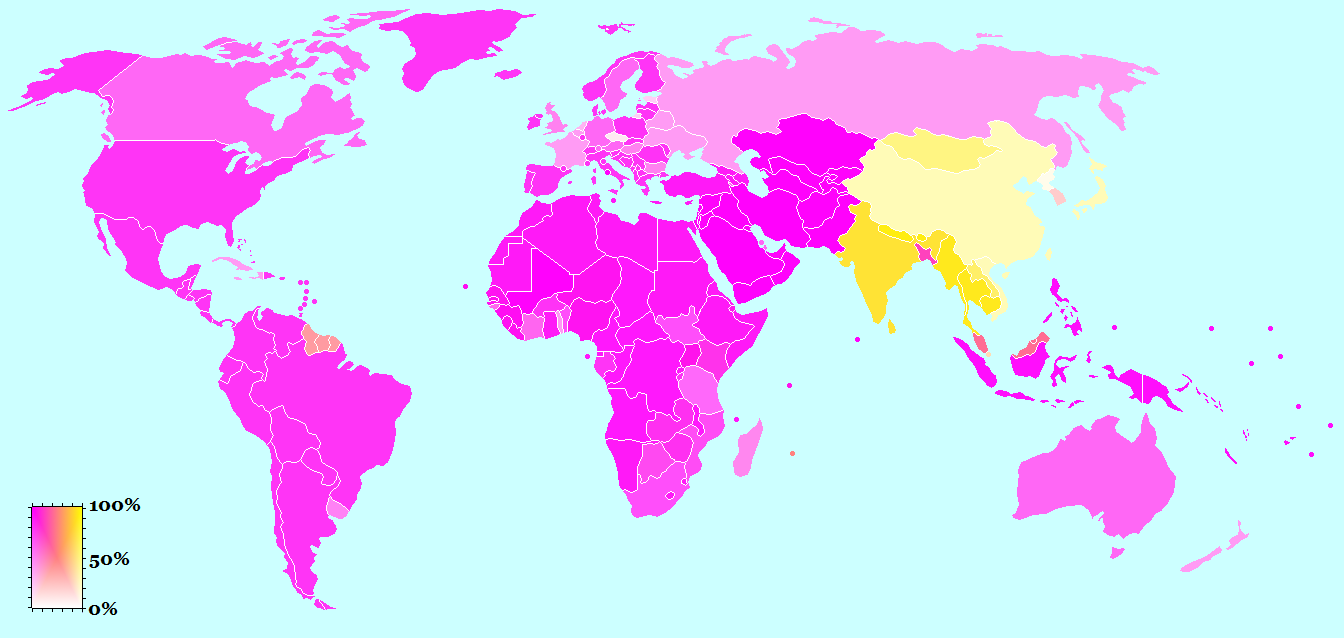
Oosterse (dharmische en Oost-Aziatische) religies tegenover de Abrahamitische religies

Onder de dharmische religies vallen meerdere geloven, onderverdeeld in verschillende stromingen:
- hindoeïsme, ook bekend als sanātana dharma (1,25 miljard aanhangers)
  - shaivisme
  - shaktisme
  - smartisme
  - vaishnavisme
    - ISKCON

  - arya samaj
  - brahmo samaj
- boeddhisme (520 miljoen aanhangers)
  - theravada
  - mahayana
    - Tibetaans boeddhisme

  - vajrayana
- sikhisme (30 miljoen aanhangers)
- jaïnisme (6 miljoen aanhangers)
  - digambar
  - shvetambar

Daarnaast zijn er ook religieuze stromingen die alleen soms tot de dharmische religies gerekend worden:
- zoroastrisme (meestal gerekend als eigen hoofdtraditie onder Iraanse religies[1])
- kejawen (bestaand uit een samensmelting van het hindoeïsme, boeddhisme, islam en animisme)

## Vergelijking
|                             | Hindoeïsme | Boeddhisme | Jaïnisme                                       | Sikhisme |
| --------------------------- | --- | --- | ---------------------------------------------- | --- |
| Term voor gelovigen         | Hindoe | Boeddhist | Jain                                           | Sikh |
| Symbool                     | Om, swastika | Dharmachakra | Jain Prateek Chihna, swastika                  | Khanda |
| Jaar van stichting          | Onbekend (ontwikkelde zich ongeveer meer dan 4000 jaar geleden) | 600 - 500 v.Chr | 500 v.Chr.                                     | 15e - 16e eeuw |
| Stichter                    | Geen | Siddhartha Gautama Boeddha | Vardhamana Mahavira                            | Goeroe Nanak |
| Gebied van oorsprong        | Indusvallei (hedendaags Pakistan), Indisch subcontinent | Noordoost-India (hedendaags Nepal) | Patna, India                                   | Punjab, Indisch subcontinent |
| Primair verspreidingsgebied | India, Nepal, Mauritius, Fiji, Indonesië, andere landen in Zuid-Azië en Zuidoost-Azië, het Caraïbisch gebied, Midden-Oosten, Noord-Amerika, Europa                                            | Thailand, Cambodja, Tibet, Myanmar, Sri Lanka, Bhutan, Laos, Mongolië, Japan, Hongkong, Macau, Singapore, Vietnam, China, Taiwan, Nepal en Zuid-Korea | India, Canada, Europa, Verenigde Staten, Japan | Punjab (India), Canada, Verenigd Koninkrijk, Verenigde Staten, Australië                                                                                |
| Heilige schrift             | Veda's, Upanishad's, Itihasa (bestaande uit onder andere de Mahabharata, Bhagavad Gita en de Ramayana)                                                                                        | Tripitaka | Tattvartha Sutra                               | Goeroe Granth Sahib |
| Aard van Heilige Schrift    | Shruti (Goddelijke openbaring) en Smriti (Goddelijke oorsprong) | |                                                | Letterlijke woord van God |
| Heilige taal                | Sanskriet | Pali | Sanskriet en Prakrit                           | Punjabi |
| Vorm van theïsme            | panentheïsme, pandeïsme, polytheïsme, pantheïsme, henotheïsme, monotheïsme, monisme, agnosticisme, atheïsme of humanisme                                                                      | non-theïsme | transtheïsme                                   | monotheïsme, panentheïsme |
| Kernwaarde theïsme          | Eén God, vertegenwoordigt doormiddel van een Drie-eenheid en verscheidene andere incarnaties.                                                                                                 | Geen God | Geen God                                       | Eén God |
| Naam van God                | Bhagavan, Brahman, Ishvara en namen van persoonlijke manifestaties van God | |                                                | Waheguru, andere namen voor God van hindoeïstische of Islamitische oorsprong                                                                            |
| Straf voor apostasie        | Geen | Geen | Geen                                           | Patit is een term die verwijst naar een Sikh die de voorschriften van de religie schendt. Vervolging van afvalligen is echter verboden in het sikhisme. |
| Positie van andersgelovigen | Niet- en andersgelovigen worden op dezelfde manier beoordeeld als gelovigen doormiddel van Karma.                                                                                             | |                                                | verwerpt het idee van een Dag des Oordeels. |
| Belangrijkste personen      | avatāra | boeddha's | tirthankara's                                  | Tien goeroes |
| Messias                     | Kalki | Maitreya | Geen                                           | Geen |
| Begroeting                  | Namasté, Ram Ram, begroetingen in andere talen | |                                                | Sat sri akaal |
| Verboden etenswaren         | Ideaal gezien veganistisch, het eten van rundvlees wordt ook vermijd, omdat koeien traditioneel als heilig worden beschouwd. Consumptie van ander vee zoals varkensvlees wordt ook afgeraden. | veganistisch | veganistisch                                   | vlees dat ritueel is geslacht, zoals halal en koosjer vleesproducten, Rund en Varken wordt soms ook niet gegeten.                                       |
| Alcoholische dranken        | Afgeraden | Afgeraden | Verboden                                       | Verboden |
| Gebed                       | Variërend | Variërend | Variërend                                      | 3 x per dag |
| Gebedshuis                  | Mandir | boeddhistische tempel | jain tempel                                    | Gurdwara |
| Voorganger van eredienst    | Pandit | Monnik | Monnik                                         | Granthi |
| Kalender                    | Hindoekalender | boeddhistische kalender | Jain kalender                                  | Nanakshahi kalender |
| Rituelen voor kinderen      | Mundan Sanskaar (Moeran) | |                                                | Amrit Sanskar |
| Uitvaart                    | crematie | crematie | crematie                                       | voorkeur voor crematie, begrafenis ook toegestaan |
| Kritiek of haat             | Hindoefobie | |                                                | |
| Ongelovige                  | Nāstika | Nāstika | Nāstika                                        | |
| Oproep tot het gebed        | met een Shankha of een Mantra | Mantra | Mantra                                         | |
| Gebedsichting               | Richting het Oosten, waar de zon opkomt | |                                                | |
| Heilige plaats en bedevaart | Char Dham, Sapta Puri: Ayodhya, Mathura, Haridwar, Varanasi, Kanchipuram, Ujjain, Dwarka | Lumbini, Bodhgaya, Sarnath, Kushinagar |                                                | Harmandir Sahib |